# امتیاز نهایی (فیلم ۲۰۰۷)
امتیاز نهایی (به تایلندی: วันตามติดชีวิตเด็กเอ็นท์) یک فیلم مستند تایلندی محصول سال ۲۰۰۷ به کارگردانی ثریا ناگاسووان و تهیه شده توسط جیرا مالیگوول است. این فیلم چهار دانشجوی متاتوم را  مدت یک سال دنبال می‌کند که امتحانات ورودی دانشگاه را می گذرانند. 